# Alte Kanzlei (Gossau SG)

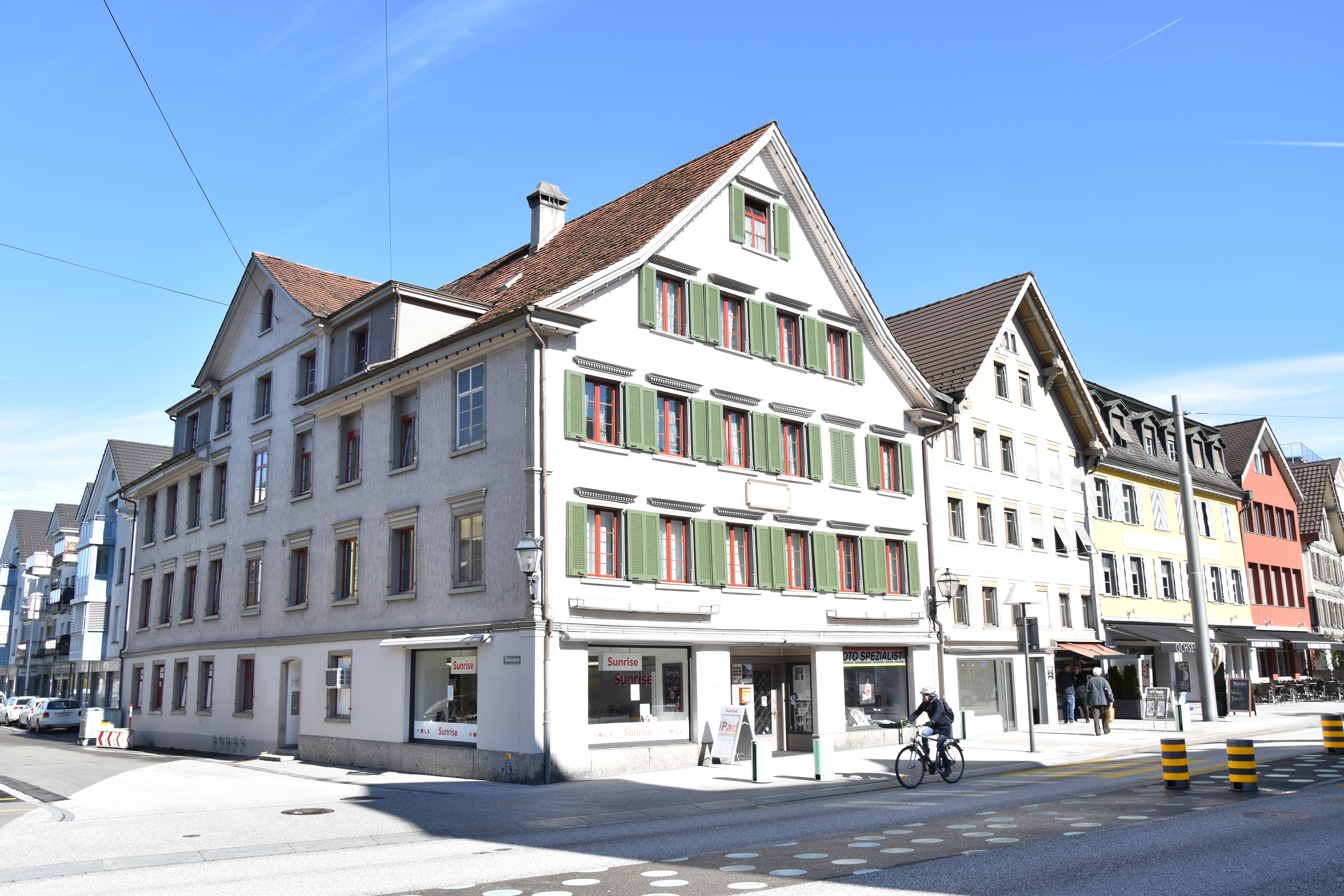
Die Alte Kanzlei an der St.Gallerstrasse 25 in Gossau SG, wie sie sich im Jahr 2023 präsentiert.

Die Alte Kanzlei (vormals «Hirschen») an der St. Gallerstrasse 25 in Gossau SG wurde vor 1600 erstellt. Das genaue Erbauungsjahr ist nicht bekannt. In der heutigen Gestalt präsentiert sich das Gebäude seit 1840, als der «Hirschen» zum Schulhaus umgebaut wurde. In der Alten Kanzlei war bis zum 1899 erfolgten Neubau des heutigen «Alten Gemeindehauses» die Verwaltung von Gossau untergebracht. 1928 erwarben die Gebrüder Gschwend das Haus an der Ecke Tellstrasse/St. Gallerstrasse von der katholischen Schulgemeinde.

## Architektonische Merkmale
Die Alte Kanzlei zeigt sich bis heute im Gewand des mittleren 19. Jahrhunderts. Es ist ein fünfgeschossiges Giebelhaus mit geschindelten und verputzten Fassaden, das eine biedermeierliche Fensterteilung mit Einzelverdachungen aufweist. Auf der Südseite befinden sich sechs Fensterachsen. Das Haus verfügt über das imposanteste Satteldach der Häuserreihe nördlich des Ochsenplatzes.
Die Alte Kanzlei ist ein für Gossau historisch wertvolles Gebäude, das mit seinen gegen die St. Galler- und die Tellstrasse ausgerichteten Hauptseiten auch einen markanten städtebaulichen Akzent im Kerngebiet setzt.  